# Clarence King
Clarence King ( n. 6 ianuarie 1842, Newport, Rhode Island – d. 24 decembrie 1901, Phoenix, Arizona) a fost un geolog și alpinist american, cel mai bine cunoscut pentru funcția sa de întâiul dintre directorii agenției guvernamentale științifice americane de explorare și prospectare United States Geological Survey (bine cunoscută și sub acronimul USGS).

## Biografie
King a urmat cursurile elementare și liceale în Hartford, Connecticut, după care și-a continuat studiile la celebra Universitatea Yale din New Haven, același stat Connecticut, al cincilea semnatar al Constituției americane. În anul 1862, în timpul Războiului Civil american, începe activitatea sa de geolog în Rocky Mountains fiind angajat al agenției științifice "California Geological Survey", una din precursoarele viitoarei USGS, care se ocupa cu cerecetările geologice din vestul SUA. Experiența acumulată ca geolog, dublată de cea ca alpinist, o va publica în cartea Mountaineering in the Sierra Nevada. Între colegii săi, era considerat un om excentric, dar datorită cunoștințelor și experienței sale ajunge la conducerea agenției naționale nou înființate, USGS. Prin activitatea sa ca geolog, a creat condițiile ulterioare a deschiderii unor lucrări miniere în vestul SUA.

## A se vedea și
- United States Geological Survey